# Antenn
Denna artikel handlar om elektromagnetiska antenner. Se känselspröt för djurs antenner.

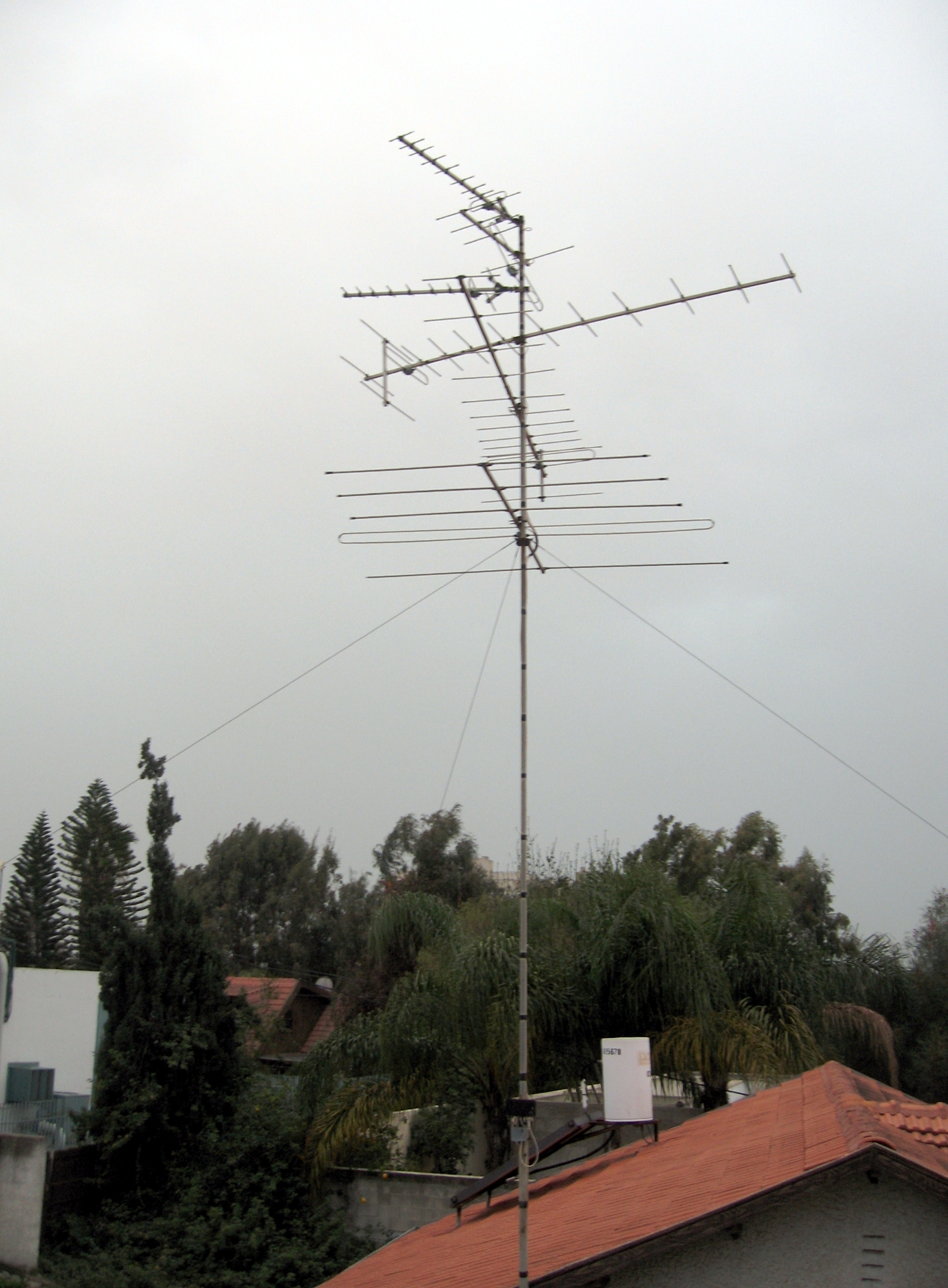
Flera antenner av Yagi-typ

En antenn för mottagning av radiosignaler är en elektrisk ledning eller annan anordning av elektriskt ledande material där elektromagnetiska vågor, som finns i omgivningen, inducerar en växelström. Den växelströmmen kan matas vidare via en antennledning till en radiomottagare. En sändarantenn fungerar tvärtom; en radiosändare matar då en växelström via en antennledning till sändarantennen. I sändarantennen omvandlas växelströmmen till elektromagnetiska vågor som utbreder sig i rymden. De elektromagnetiska vågorna skapas av att elektroner accelereras i sändarantennen.
En vanlig antenntyp är den så kallade parabolantennen. Den består av en parabolformad, elektriskt passiv reflektor som egentligen inte är någon antenn. I den reflektorns fokalpunkt är själva antennen (så kallad "matare" eller "antennhuvud") monterad. Den "mataren" eller det "antennhuvudet" kan vara av i princip vilken som helst av alla kända antenntyper. Ofta handlar det om en så kallad hornantenn.
Man brukar skilja mellan ståendevåg-antenner och vandringsvåg-antenner.
Ett viktigt mätetal är antennvinst, som uttrycker hur mycket en antenn förstärker den sända eller mottagna signalen jämfört med en given referensnivå.  Antennvinsten  beror på antennens strålningseffektivitet och direktivitet.

## Exempel på ståendevågantenner
- Dipolantenn
- Yagiantenn
- Hörnreflektorantenn
- Trattantenn (ofta missbrukad term horn(reflektor)antenn)
- Jordplanantenn (eng. Ground plane antenna "GP")
- Zepp-antenn (slang för Zeppelin-antenn)

## Exempel på vandringvågantenner
Definition: En ledning eller antenn som är längre än en våglängd.
- Rombantenn
- Helixantenn
- Logperiodisk antenn
- Fraktalantenn